# Junior SL

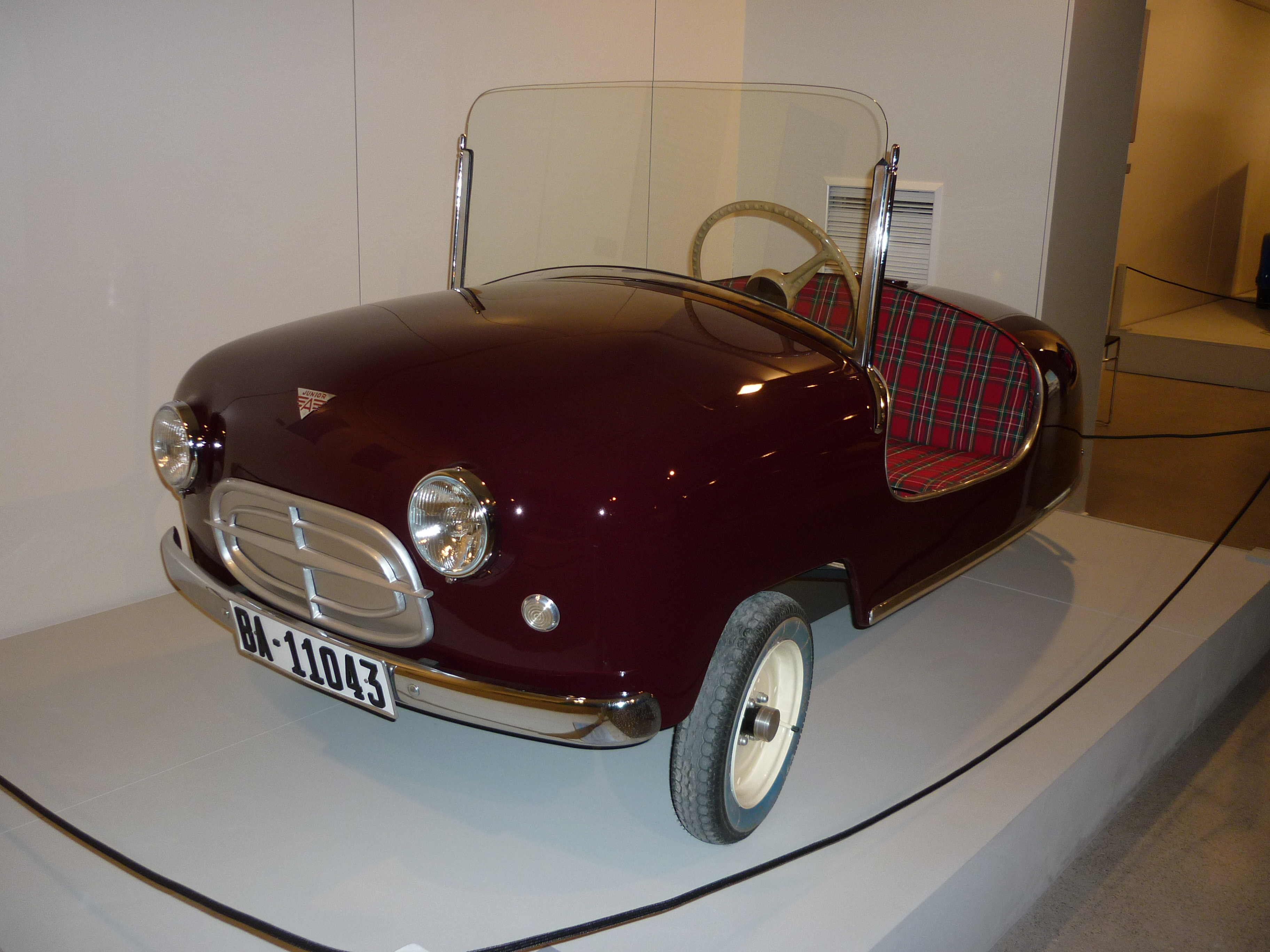
Junior 2a, 1956

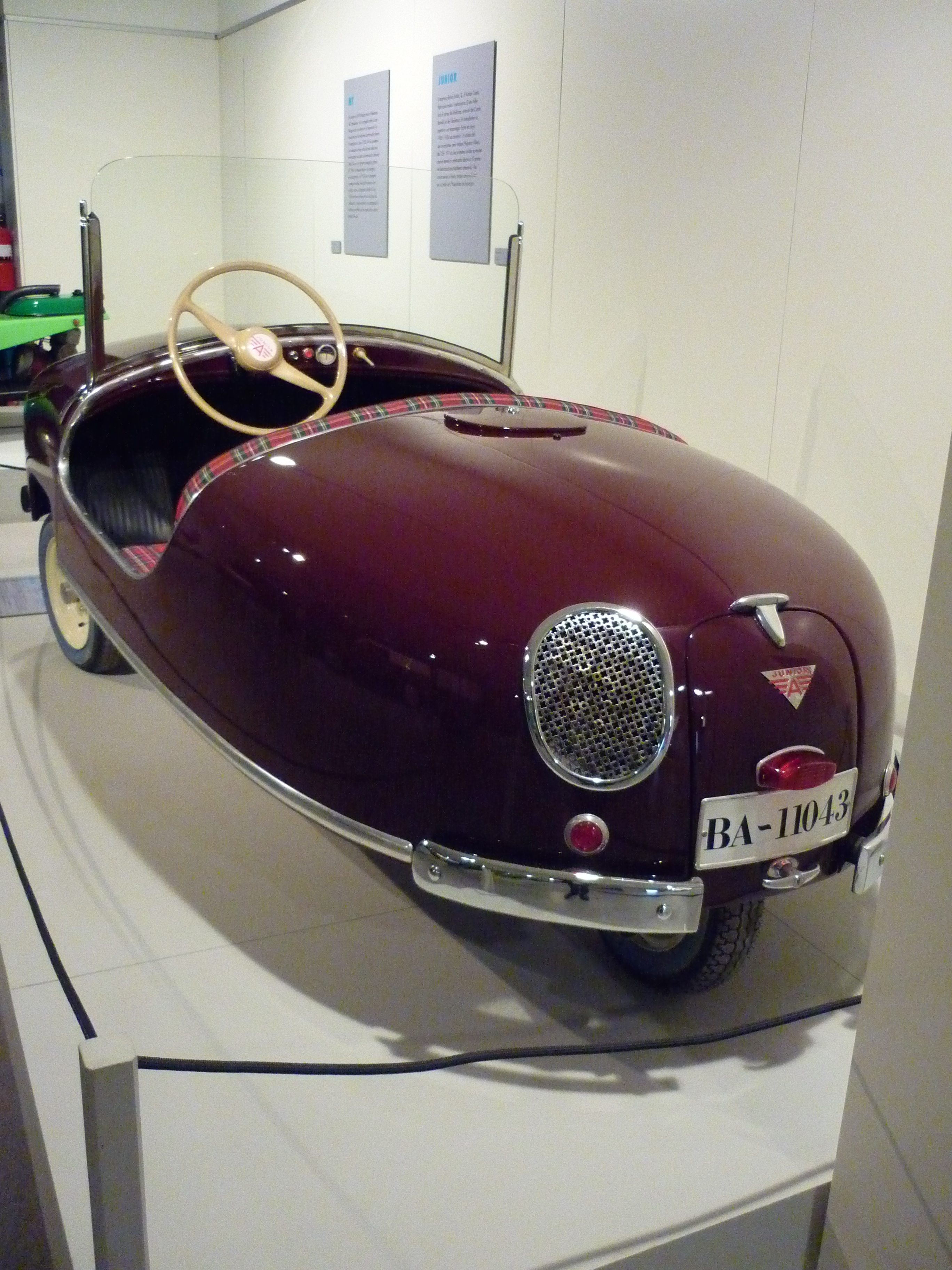
Heck

Junior SL war ein spanischer Hersteller von Automobilen.

## Unternehmensgeschichte
Das Unternehmen aus der Calle Mallorca in Barcelona begann 1955 mit der Produktion von Automobilen. 1956 endete die Produktion.

## Fahrzeuge
Das einzige Modell 3 R-197 war ein Kleinstwagen mit drei Rädern. Ein luftgekühlter Einzylindermotor von Hispano Villiers mit 197 cm³ Hubraum und 8 PS Leistung trieb das einzelne Hinterrad an. Die Karosserie bestand aus Kunststoff, hatte keine Türen und bot zwei Personen Platz. Die bauartbedingte Höchstgeschwindigkeit war mit 70 km/h angegeben.

## Stückzahl
Insgesamt entstanden 18 Exemplare, von denen zwei noch existieren.